# Heptaulacus pirazzolii
Heptaulacus pirazzolii är en skalbaggsart som beskrevs av Leon Fairmaire 1881. Heptaulacus pirazzolii ingår i släktet Heptaulacus och familjen Aphodiidae. Inga underarter finns listade i Catalogue of Life.